# Енвер Хоџа
Енвер Хоџа (алб. Enver Hoxha; Ђирокастра, 16. октобар 1908 — Тирана, 11. април 1985) био је албански политичар. Био је врховни вођа Народне Републике Албаније од краја Другог светског рата до своје смрти 1985. као први секретар Партије рада Албаније. Био је и премијер Албаније од 1944. до 1954. и министар спољних послова од 1946. до 1953.

## Рана младост и Други светски рат
Енвер Хоџа је рођен 16. октобра 1908. године у Ђирокастри, граду на југу Албаније. Његов отац, трговац тканином, је путовао по Европи те је највећи утицај на Хоџу имао његов стриц, Хусен Хоџа, милитантни борац за независност Албаније. Хусен Хоџа се такође борио и против репресивних влада које су дошле након независности.
Године 1930. Енвер је отишао на студије на Монпељешки Универзитет у Француској, као државни стипендиста, али је убрзо одустао. Од 1934. до 1936. године био је секретар у албанском конзулату у Бриселу. Тамо је и студирао, а вратио се у Албанију 1936. године и постао наставник у Корчу.
Хоџа је отпуштен са овог радног места након што су Италијани окупирали Албанију 1939. године, због тога што је одбио да приступи Албанској фашистичкој странци. Отворио је радњу дувана у Тирани, где су убрзо комунисти почели да се окупљају. Уз помоћ југословенских комуниста, основао је и постао вођа Комунистичке партије Албаније (касније преименоване у Партију рада) у новембру 1941. године.
Био је и вођа Народноослободилачке борбе у Албанији у току Другог светског рата. Његова Народноослободилачка армија је 1944. године преузела власт у земљи.

## Социјалне и економске реформе
Енвер Хоџа се изјашњавао као ортодоксни марксиста-лењиниста и дивио се Јосифу Стаљину. Прихватио је модел Совјетског Савеза и заоштрио је односе с југословенских комунистима, након раскола 1948. године. Над министром одбране, Кочом Дзодзеом, 1949. године је извршена смртна казна због наводне пројугословенске активности.
Режим је конфисковао обрадиву земљу од богатих земљопоседника и консолидовао је у колективно земљиште (кооперативи), уз хиљаде затварања и убијања током процеса. Албанска власт је тврдила да је Албанија постала потпуно самостална у снабдевању храном током комунистичке власти, као и успесима у индустријализацији, електрификацији и избијању неписмености и болести.
Ипак, отварање албанских граница, након пада комуниста, је показало другу слику: Албанија није била индустријализована и била је економски назадна у поређењу с осталим земљама источне Европе. Пољопривреда није била осавремењена, било је веома мало телефонских прикључака, а плате као и квалитет живота су били веома ниски по европским мерилима. Много радника је напустило Албанију и потражило посао у Италији или Грчкој. Најкарактеристичнија заоставштина Хоџине власти је 600.000 бункера у земљи од три милиона људи.

## Стаљинизам и лоши односи с Совјетским Савезом
Хоџа је остао стаљиниста и поред ограђивања Никите Хрушчова од Стаљинових метода. Ово је значило изолацију од остатка социјалистичке источне Европе. Хоџа је заоштрио однос са Совјетским Савезом, а однос са Југославијом је већ био потпуно хладан. 1960. године, Албанија се приклонила Кини, а лош однос са Москвом је кулминирао 1968. године, када је Албанија иступила из Варшавског пакта, као одговор на совјетску инвазију Чехословачке.
Унутрашње уређење Албаније је одговарало Стаљиновој доктрини, те је Хоџин култ личности подсећао на Стаљинов. Албанска тајна полиција, „Сигурими“, је била организована по угледу на совјетски КГБ и источнонемачки Штази. Тајна полиција је била толико далекосежна, да је сваки трећи грађанин Албаније или био у радном логору или га је тајна полиција привела на испитивање. Да би минимализовали или елиминисали опозицију, власт је прогонила неистомишљенике, одузимајући им послове, затварајући их, па и осуђујући их на смрт. Путовање у иностранство, осим пословних путева, је било забрањено.

## Атеистичка кампања
Године 1967, након две декаде прогресивно јачег прогона религије, Хоџа је прогласио нацију првом и једином званично атеистичком земљом у историји. Делом инспирисан кинеском културном револуцијом, конфисковао је џамије, цркве, манастире и остале религијске објекте (Албанци су углавном били муслимани и католици). Неки од објеката су уништени, а други претворени у радионице, складишта, штале, или пак у културне установе, као што су биоскопи. Било је забрањено давати деци религијска имена, а свако ухваћен с Кураном, Библијом, иконом или сличним религијским објектом је могао бити лишен слободе.

## Односи са Кином
Хоџа није био задовољан кинеском сарадњом са САД почетком седамдесетих година. Смрт Мао Цедунга 1976. године и њене последице су довеле до раздора односа Кине и Албаније, те је Албанија опет ушла у политичку изолацију. Хоџа је оптуживао и Кинезе и Совјете за ревизионизам.
Године 1981. се догодио још један прогон државника. Могуће је да је премијер Мехмет Шеху тада био убијен, мада се званично тврдило да је извршио самоубиство.

## Пензија и епилог
Хоџа се постепено повукао у пензију почетком осамдесетих, а Рамиз Алија га је наследио. Умро је 11. априла 1985. године, са 76 година. Алија је водио отворенију политику и Албанија је 1990. напустила једнопартијски систем.
У „Амнести Интернешнелу“ (Amnesty International), у документу објављеном 1984. године, се тврдило да су људска права страдала током Хоџиног режима. Људима је било ограничена слобода говора, религије, кретања и удруживања, иако је устав из 1976. гарантовао та права. Такође, становници Албаније нису имали приступ информацијама, осим онога што је долазило из државних канала. „Сигурими“ је константно кршио права на приватност личности, дома и комуникације, те је својевољно хапсио. Судови су увек били наклоњени владајућој странци.